# Kontyos galamb

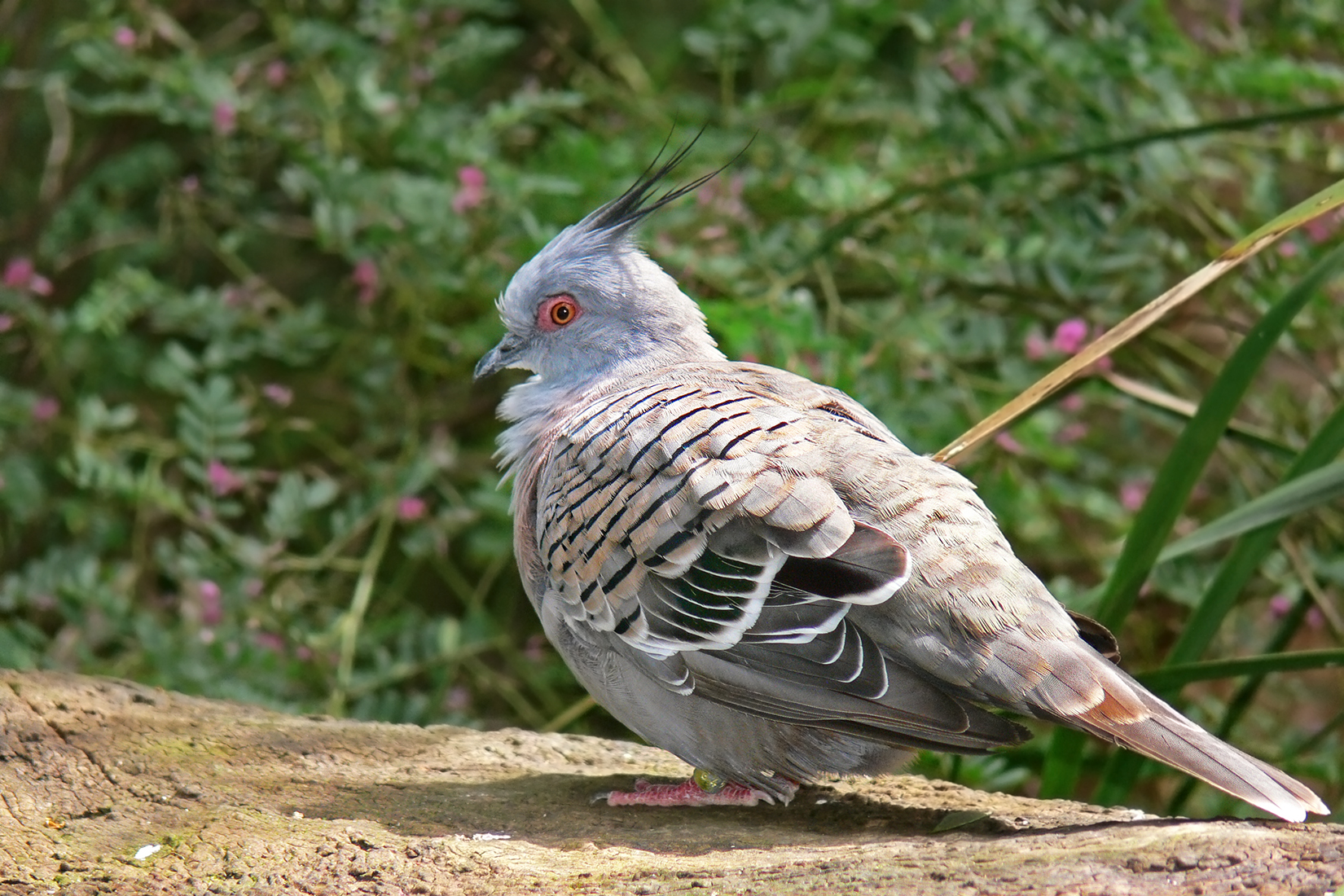

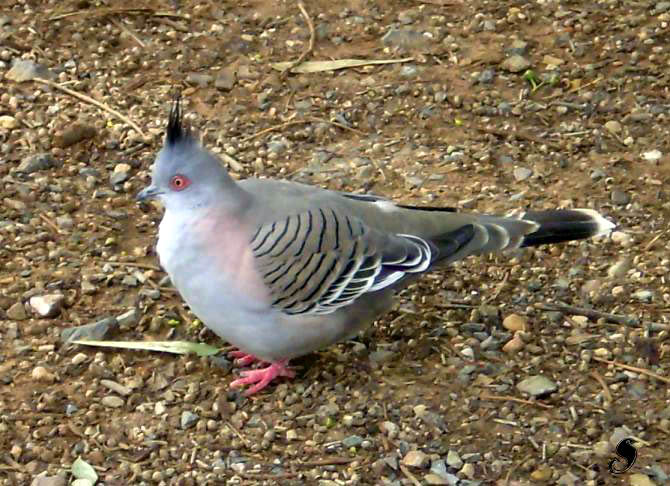

A kontyos galamb (Ocyphaps lophotes) a madarak osztályának galambalakúak (Columbiformes) rendjéhez és a galambfélék (Columbidae) családjához tartozó Ocyphaps nem egyetlen faja.
Közeli rokonságban áll a Geophaps nembe sorolt galambfajokkal, korábban ezt a fajt is abba a nembe sorolták Geophaps lophotes néven.

## Előfordulása
Ausztrália területén honos, száraz ritkás erdők és bozótosok lakója. Eredetileg Ausztrália viszonylag kis területén volt honos, elsősorban a keleti partvidék száraz erdeiben. Az emberi tevékenységnek, elsősorban a száraz, félsivatagi környezet öntözéssel való hasznosításának köszönhetően mára a kontinens nagy részén megtalálható. Ma már csak a fátlan sivatagokból és a sűrű trópusi esőerdőkből hiányzik.
Eléggé kultúrakövető faj. Vidéken beköltözött a farmok környékére, de a nagyobb ausztrál városok parkjaiban és kertjeiben is megtalálható.

## Alfajai
Két egymástól jól megkülönböztethető alfaja ismert.
- Ocyphaps lophotes lophotes
- Ocyphaps lophotes whitlocki

## Megjelenése
Testhossza 31-36 centiméter, súlya 150-250 gramm. Jellegzetes bélyege, melytől a faj összetéveszthetetlen a felmereszthető szürkés bóbitája. Feje, nyakának hátsó része és háta barnásszürke, ez a szín a nyakán fakó rózsaszínesbe is átmehet. Arca és torka világosszürke. Szárnyfedőtollai feketés szürkék, sötétzöldek és rózsásan fénylők, hegyük fehér. Hasa szürke, a mellen rózsaszínes árnyalattal. Csőre fekete, lábai hússzínűek. Szemei körül csupasz, rózsaszín szemgyűrű látható. A két ivar megjelenése nagyon hasonló, a hím egy árnyalattal nagyobb a tojónál.
Az Ocyphaps lophotes whitlocki alfaj valamivel kisebb az alapfajnál és a szárnytollai végén a fehér szín kevésbé feltűnő.

## Életmódja
A talajon, 5-6 egyedből álló csoportokban között keresgéli elsősorban magvakból kisebb részt rovarokból álló táplálékát.

## Szaporodása
A fajnak nincs kötött szaporodási időszaka, de április és július között viszonylag kevés pár költ. Igen szapora faj, egy jobb évben akár 5-6 fészekaljat is felnevelhet.
Fákra vagy magas bokrokra építi rendezetlen gallyakból álló fészkét.
Egy fészekalj két fénylő fehér tojásból áll, melyet a szülőpár felváltva költ ki 18-20 nap alatt. A fiatal madarak gyorsan fejlődnek, a kikelést követő második héten már teljesen ki is tollasodnak. Megjelenésük emlékeztet a szüleikre, de sötétebbek és fejtollaik nem annyira fejlettek.
|  |

## Fordítás
- Ez a szócikk részben vagy egészben  a   Spitzschopftaube című német Wikipédia-szócikk ezen változatának fordításán alapul.  Az eredeti cikk szerkesztőit annak laptörténete sorolja fel. Ez a jelzés csupán a megfogalmazás eredetét és a szerzői jogokat jelzi, nem szolgál a cikkben szereplő információk forrásmegjelöléseként.